# Dyvig
Dyvig (tysk: Düwig) er en naturlig havn på Nordals, lige syd for landsbyen Holm og få kilometer vest for Nordborg. Dyvig ligger i det inderste af Stegsvig sammen med Mjels Vig. 
Dyvig var i mange år Nordborgs havn. Ganske vist kunne man sejle op ad Nordborg bæk til byen, men kun med meget små både. Dyvig kunne derimod besejles med større sejlskibe. 
I Dyvig er der bådehavn og værft. Nordborg roklub holder også til i Dyvig. Bådehavnen er særdeles populær blandt lystsejlere. Dyvig havn kan anløbes døgnet rundt, forudsat det er lyst og sigtbart. Der må kun sejles med en fart af max. 5 knob gennem det smalle løb i Stegsvig.

## Historie
I slutningen af det 16. århundrede anlagde man en bro på sydsiden af bugten i Dyvig. Den blev udvidet flere gange og senere flyttet over på nordsiden. I den samme tidsperiode var der stor aktivitet i havnen. Omkring år 1700 var Dyvig hjemsted for 16 skibe. 
I det 17. århundrede blev der fra havnen eksporteret teglværksprodukter og frugt. Udefra kom foder, gødning, cement og kolonialvarer. Der var blandt andet sejlet til Island og Dansk Vestindien og hentet træ i Sverige
1854 blev  havnen flyttet til den nuværende placering og kroen blev bygget, hvor det nuværende badehotel ligger. I en årrække lagde dampskibe fra Flensborg til Aabenraa til i Dyvig. Overgangen til lastbiltrafik bevirkede, at havnedriften blev mindre rentabel og i 1962 ophørte interessentselskabet.
1962 blev kroen og renoveret med et nyt køkken og i 1968 blev den udvidet en sal.  
2002 købte den danske skibsreder Hans Michael Jebsen Dyvig kro. Kroen blev nedrevet og i 2010 blev der bygget et nyt badehotel i gammel stil på grunden. Dyvig Badehotel med restauration er åbent hele året, bortset fra januar og februar.
- Dyvig Kro
- Dyvig Badehotel